# Augwil
Augwil är en ort i kommunen Lufingen i kantonen Zürich i Schweiz. Den ligger cirka 12 kilometer nordost om centrala Zürich och cirka 10,5 kilometer sydväst om Winterthur. Orten har cirka 637 invånare (2021).